# ジョージ・ロムニー (画家)
ジョージ・ロムニー（George Romney、1734年12月26日 - 1802年11月15日）は、イギリスの肖像画家。当時は同時代のトマス・ゲインズバラやジョシュア・レノルズと並び称された著名な画家であった。

## 生い立ち
ロムニーはランカシャー州ダルトン・イン・ファーネスのベックサイド（現在のカンブリア州の一部）で生まれ、11歳までカンブリア州デンドロンの学校に通った後、家具職人であった父親の徒弟となった。1755年、彼はクリストファー・スティールというカンバーランドの巡回肖像画家から絵画を学ぶため、ケンダルに向かった。

## 画業
ロムニーは北イングランドを巡りながら幾ばくかの謝礼で肖像画を描いて歩く巡回絵師としてスタートした。技術的には早熟であり、その当時は明るい色調が主体であった。師匠と共にアーサー・デヴィス (Arthur Devis) の影響も受けていた。この時期には肖像画の他にシェイクスピアに題材をとった実験的な作品も残している。ロムニーは見習い期間中に病気にかかり、女家主の娘であるメアリー（モリー）・アボットに手厚く看護された。1756年にロムニーとメアリーは結婚した。この年には長男ジョンも生まれている。翌1757年にスティールとの師弟関係を解消。その頃にはロムニーは地元ケンダルやランカスターの後援者の間では、肖像画家として有名になっていた。
1760年には2人目の子供、長女のアンにも恵まれたが、1762年に彼は歴史画家として成功することを希望して単身ロンドンに移った。同年、彼の作品「The Death of General Wolfe (ウルフ将軍の死)」が王立芸術家協会から賞を獲得した。しかし歴史画家としては生活は困窮し、2度ケンダルに戻らなければならなかった。家族とはこれを最後に長い別れとなる。1764年には初の海外旅行でパリを訪問しているが、この時も家族は伴っていない。この旅でかれはクロード＝ジョゼフ・ ヴェルネ (Claude Joseph Vernet) の知己を得た。ロムニーは1965年に再度賞を獲得するとロングエーカーに居を構え、直ちに肖像画家として売れっ子となった。肖像画家としての彼はモデルの個性や内面などの好ましくない部分を排斥し、理想化して描く当時としてはよくあるタイプの画家であった。
大成功にもかかわらず、ジョージ・ロムニーは王立芸術院への参加を要請される事は無く、彼もまた自分から申し出る事は無かった。芸術院と彼の関係については多くの推測があるが（レノルズとの確執など）、彼が優れた芸術家はメンバーにならずとも成功できるはずだと考え、無関心を貫いていたことは疑いがない。彼の業績はこの信念を裏付けるに充分なものであったが、晩年に彼はこの件についてわずかに遺憾の意を表明している。
1773年、ロムニーは古典への造詣の欠如を自覚し、仲間の画家オージアス・ハンフリー (Ozias Humphrey) とイタリアへ旅立ち、ローマではバチカン美術館・ラファエロの間のフレスコ画を、ヴェネツィアではティツィアーノの絵を、パルマではコレッジョの絵を研究した。2年の滞在の後1775年に仕事を再開するためにロンドンに戻る。海外旅行は彼の芸術をより成熟させるのに役立った。彼はキャヴェンディッシュ・スクエアにある、かつて著名な肖像画家フランシス・コーツが所有していた高価な邸宅を新しい本拠地とした。ロムニーは更に新しい後援者を得て、数年後にはロンドンで最先端の肖像画家と認められるまでになった。彼は仲間の画家メアリー・モーザー (Mary Moser) など多くの同時代の人物を描いた。

## エマ・ハミルトン

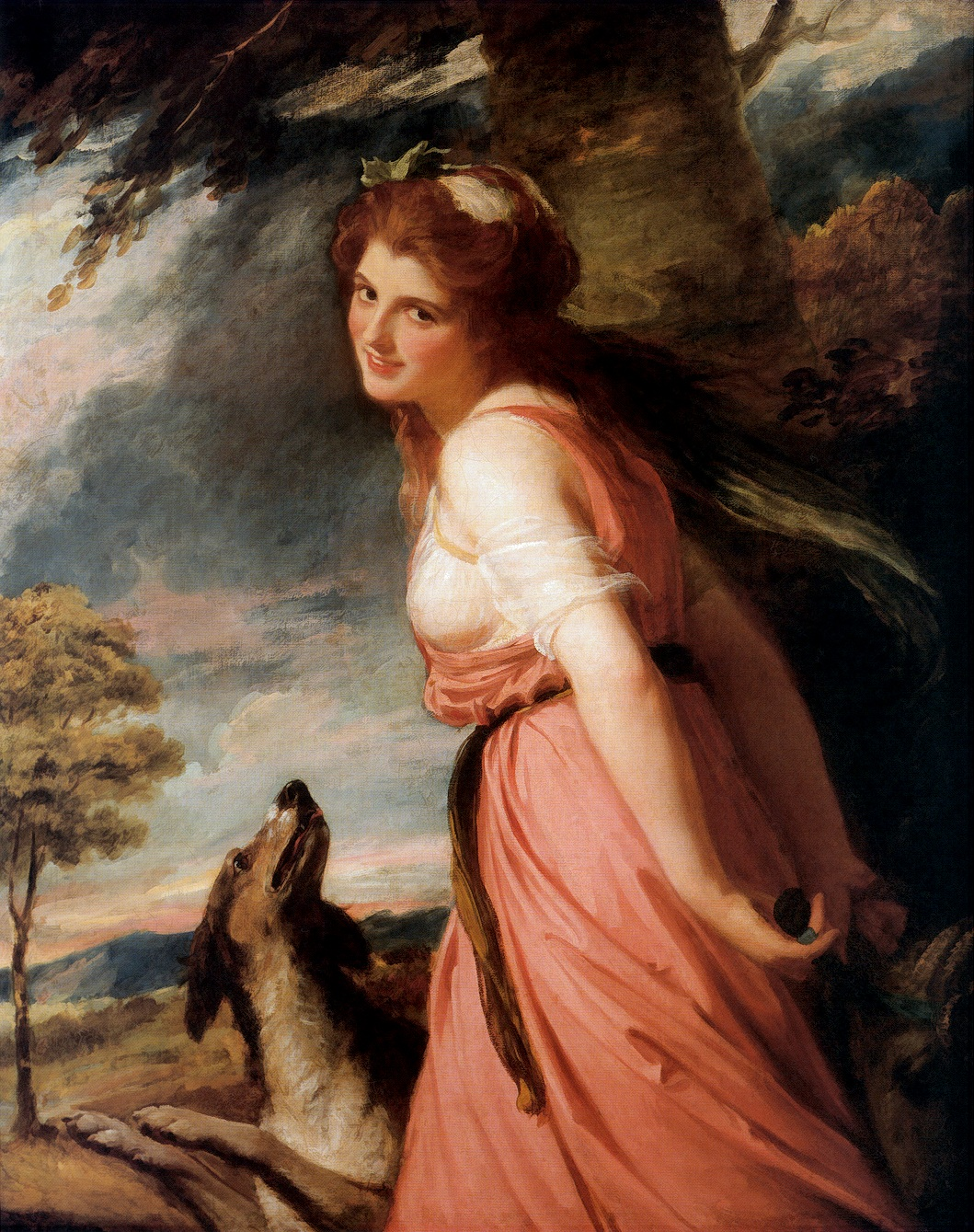
「バッカスの巫女に扮したエマ・ハミルトン」 ジョージ・ロムニー、1785年

ロムニーは生活の糧である肖像画とは別に文学的な主題を持った作品を手掛ける事も渇望していた。1782年4月、友人のチャールズ・グレヴィル卿が肖像画を依頼するために新しい愛人をロムニーのもとに連れてきた。彼女こそ彼に多大な芸術的霊感を与えてくれる女神とも言える存在となる、エマ・ハート（後のエマ・ハミルトン）であった。当時エマ・ハートは17歳、ロムニーは47歳であった。グレヴィルは商業的思惑で依頼したのであるが、芸術家としてのロムニーにとっても得難い邂逅だった。エマは肉体的存在感とプロのモデルにも匹敵する表現力と天性の魔性を兼ね備えていた。ロムニーは肖像画家としての日常の仕事と両立させる事が困難になるほど、エマに取り憑かれた。
彼はエマの肖像画を様々なポーズで60作以上描いた。それらは現実的な肖像、寓話・神話・宗教的イメージの具現化と多岐にわたった。エマは1782年4月から1786年3月まで約180回ロムニーの前でポーズをとった。多くは文学的な主題における劇的なヒロイン、魔女キルケーに始まり、メデイア、バッカスの巫女、テティスなどに扮した。1786年にエマ・ハートはナポリに向かいウィリアム・ダグラス・ハミルトン卿の愛人となった。1791年にハミルトン卿と正式に結婚するためイングランドに帰国し、6月から9月にかけて34回ロムニーのモデルを務めた。結婚式の日にただ一度「ハミルトン夫人」としてロムニーの前に座った。その後エマはナポリに戻り、二度とロムニーと再会する事は無かった。
このエマ・ハミルトンの魔法に魅入られた期間、ロムニーは長年の夢であった歴史的・文学的主題の絵を描き始め、ジョン・ボイデル (John Boydell) のボイデル・シェイクスピア・ギャラリーのためのウィリアム・シェイクスピアの戯曲を主題とする作品や自由な発想の絵を多く描いた。作品における精神的な深さは完成した肖像画よりも、未完成のスケッチに多く見出すことができる。ヴィクトリア時代には彼とエマ・ハミルトンとの関わりが、その評価にかげりをもたらしたが、彼の自然体でのびのびとした円熟期の絵は、やや若い世代のウィリアム・ブレイクやジョン・フラックスマン (John Flaxman) にも影響を与えたとして、20世紀に入ると徐々に再評価された。

## 晩年
ロムニーは1794年に深刻な体調不良に陥り、初めて肖像画の仕事を縮小した。1799年夏、ほぼ40年に及ぶ不在の後、ロムニーはケンダルを終焉の地と決め家族のもとに戻った。彼は忠実で献身的で疑う事を知らない妻に快く迎え入れられた。1802年11月15日、ジョージ・ロムニーはカンブリア州ケンダルで息を引き取った。67歳であった。遺体はランカシャー州ダルトンに葬られた。彼の妻は97歳という長寿で、1823年まで存命であった。

## 所蔵美術館
- アボットホール美術館（イギリス・ケンダル）
- アックランド美術館（ノースカロライナ大学チャペルヒル校）
- ロチェスター大学アートギャラリー（ニューヨーク州）
- シカゴ美術館（イリノイ州）
- アシュモレアン博物館（オックスフォード）
- ビーバーブルック美術館（ニューブランズウィック州）
- ブラントン美術館（テキサス大学オースティン校）
- ブリガムヤング大学美術館（ユタ州）
- カーネギー美術館（ペンシルベニア州ピッツバーグ）
- コートールド・ギャラリー（ロンドン）
- クロフォード市立美術館（アイルランド）
- デトロイト美術館（ミシガン州）
- ダリッチ美術館（ロンドン）
- ファルマス美術館（コーンウォール州）
- サンフランシスコ美術館（カリフォルニア州）
- フィッツウィリアム美術館（ケンブリッジ大学）
- ダルトン城（カンブリア州）
- ロバート・ハル・フレミング博物館（バーモント州バーリントン・バーモント大学）[11]
- フリック・コレクション（ニューヨーク）
- J・ポール・ゲティ美術館（カリフォルニア州ロサンゼルス）
- ハーバード大学美術館（マサチューセッツ州ボストン）
- エルミタージュ美術館（サンクトペテルブルク）
- ホノルル美術館（ハワイ州）

- ハンティントン・ライブラリー（カリフォルニア州サンマリノ）
- キンベル美術館（テキサス州フォートワース）
- ロサンゼルス・カウンティ美術館（カリフォルニア州）
- ルーヴル美術館（パリ）
- マンチェスター市立美術館（イングランド）
- ポー美術館（ピレネー＝アトランティック県ポー）
- メトロポリタン美術館（ニューヨーク）
- ヒューストン美術館（テキサス州）
- ボストン美術館（マサチューセッツ州）
- 国立スコットランド美術館（エディンバラ）
- ナショナル・ギャラリー（ワシントンD.C.）
- ヴィクトリア国立美術館（メルボルン）
- カナダ国立美術館（オタワ）
- 国立海事博物館（グリニッジ）
- ウェールズ国立博物館・美術館
- リヴァプール国立博物館（イングランド）
- ナショナル・ポートレート・ギャラリー（ロンドン）
- ウォルソール・アート・ギャラリー（イングランド）
- ノートン・サイモン美術館（カリフォルニア州パサデナ）
- フィラデルフィア美術館（ペンシルベニア州）
- テート・ギャラリー（ロンドン）
- ウォレス・コレクション（ロンドン）

## 主な作品

### エマ・ハミルトン

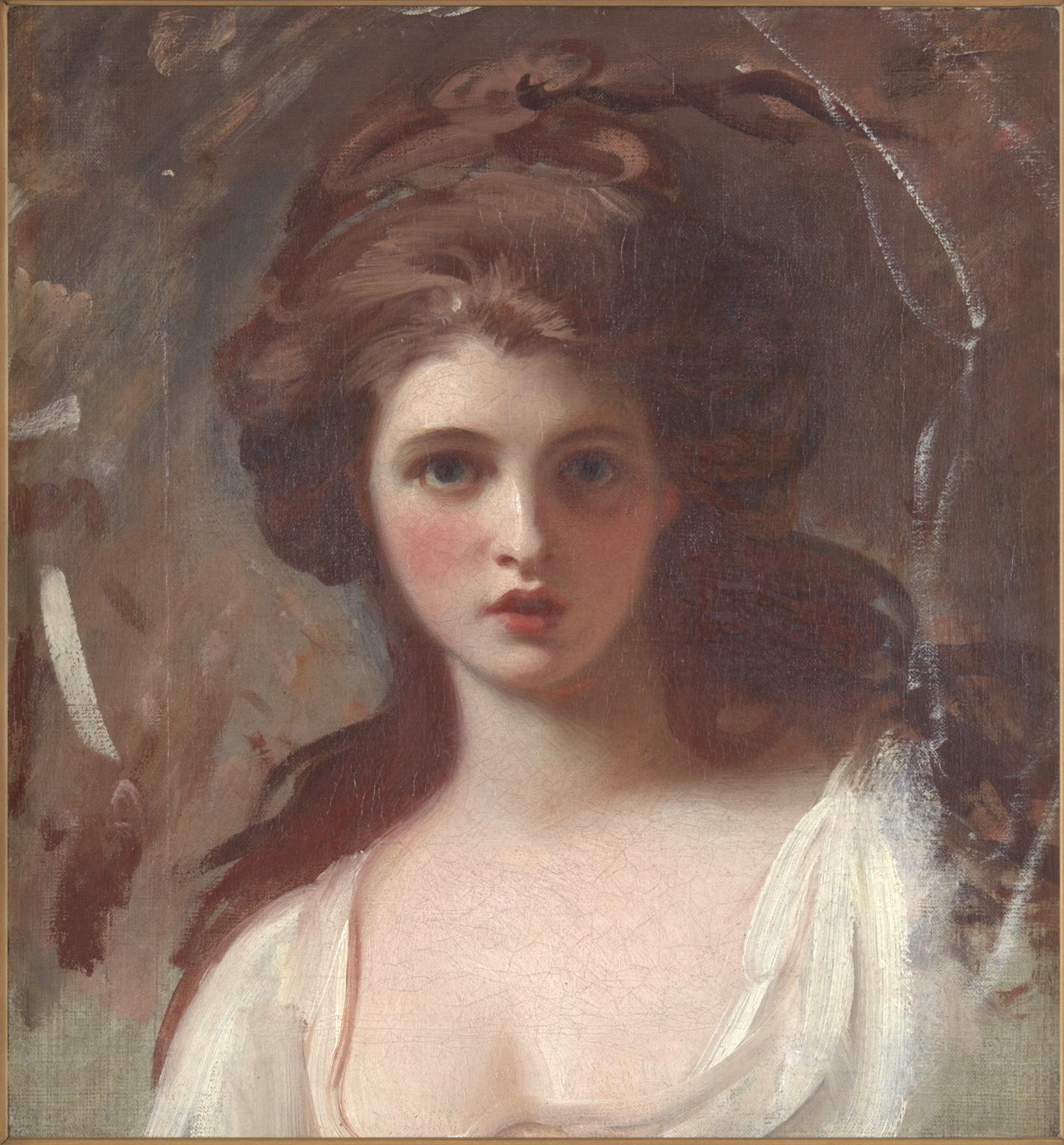
Lady Hamilton as Circe, 1782
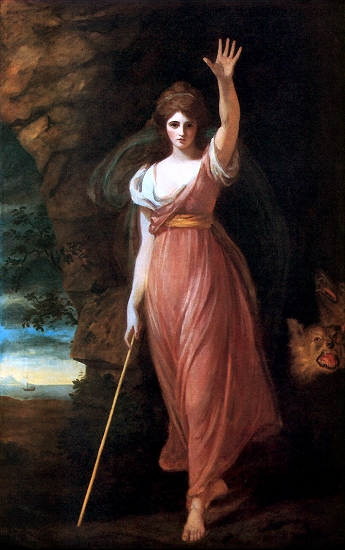
Hamilton as Circe 2, 1782
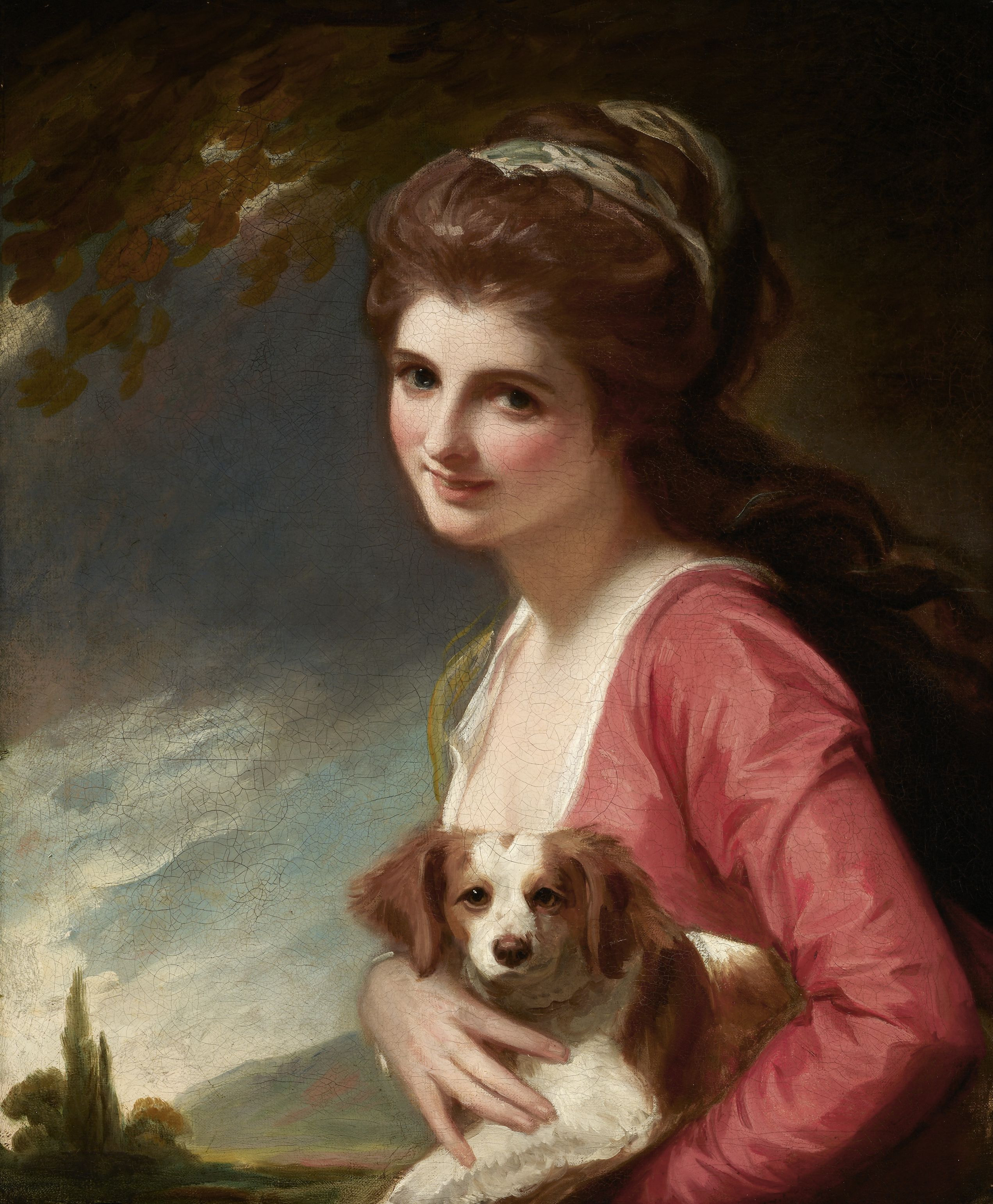
Lady Hamilton as Nature, 1782
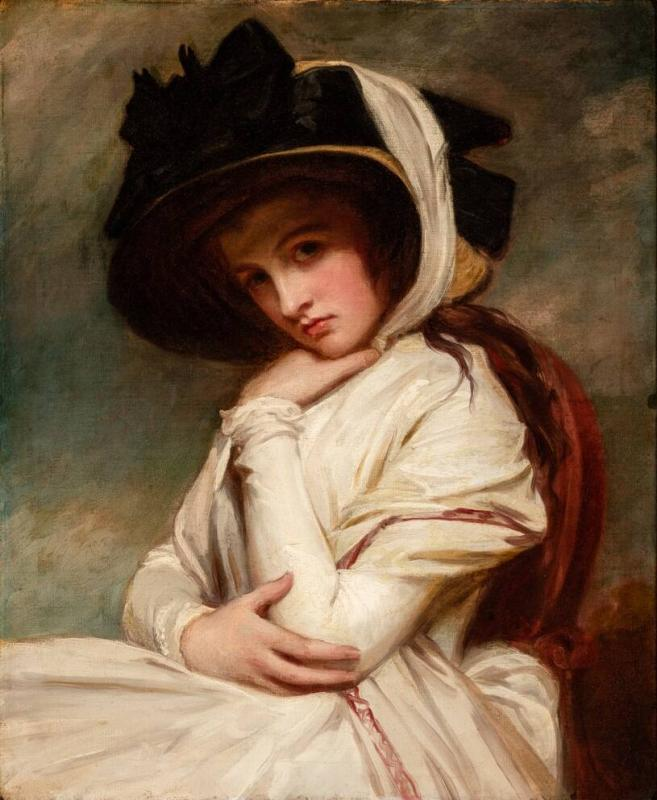
Emma Hart in a Straw Hat, 1782-84
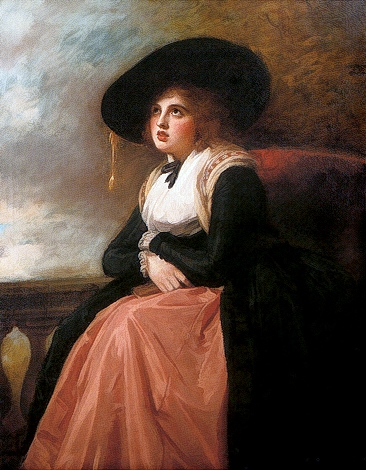
Emma in Morning Dress, 1782-85
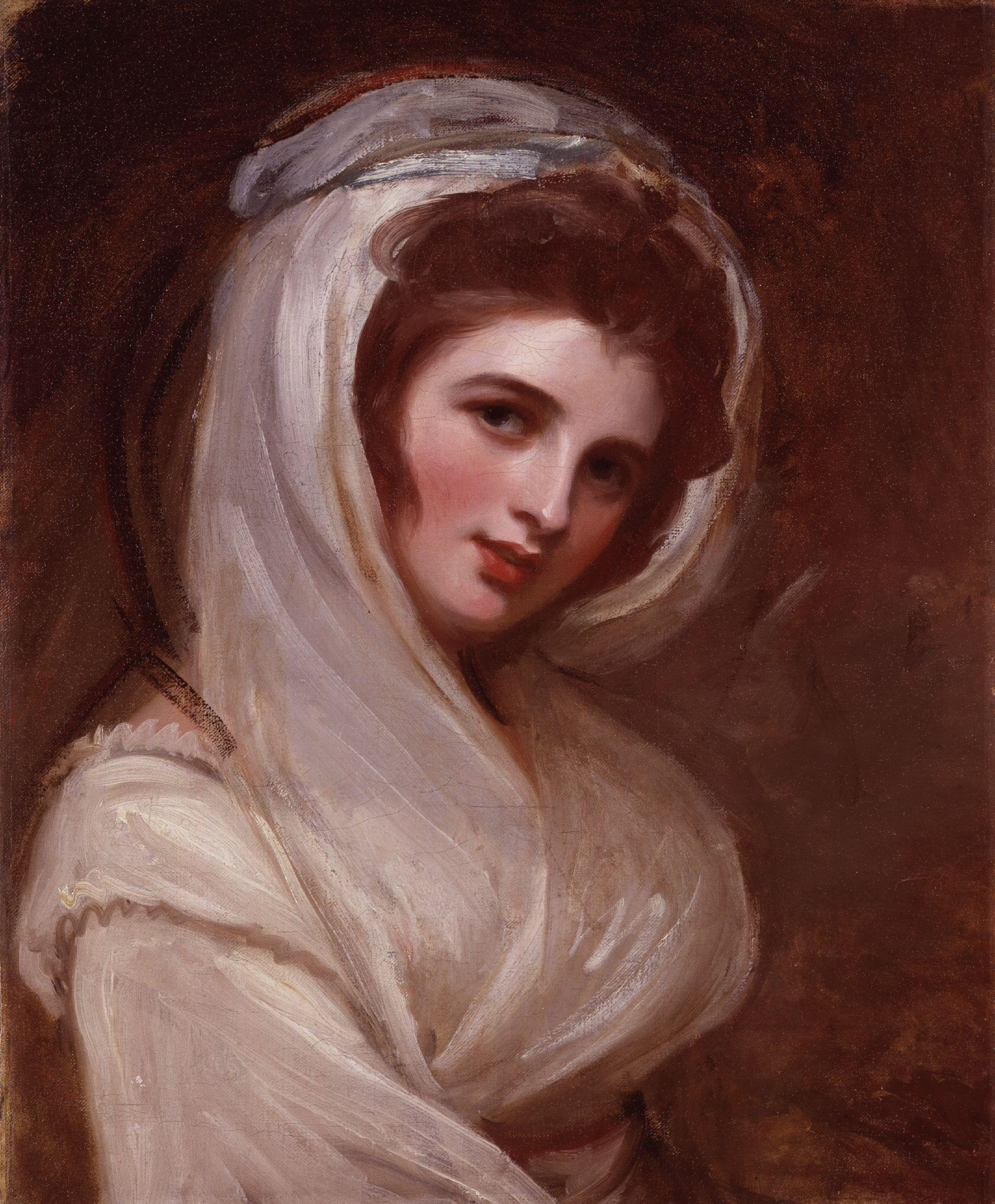
Portrait of Emma, Lady Hamilton, 1785
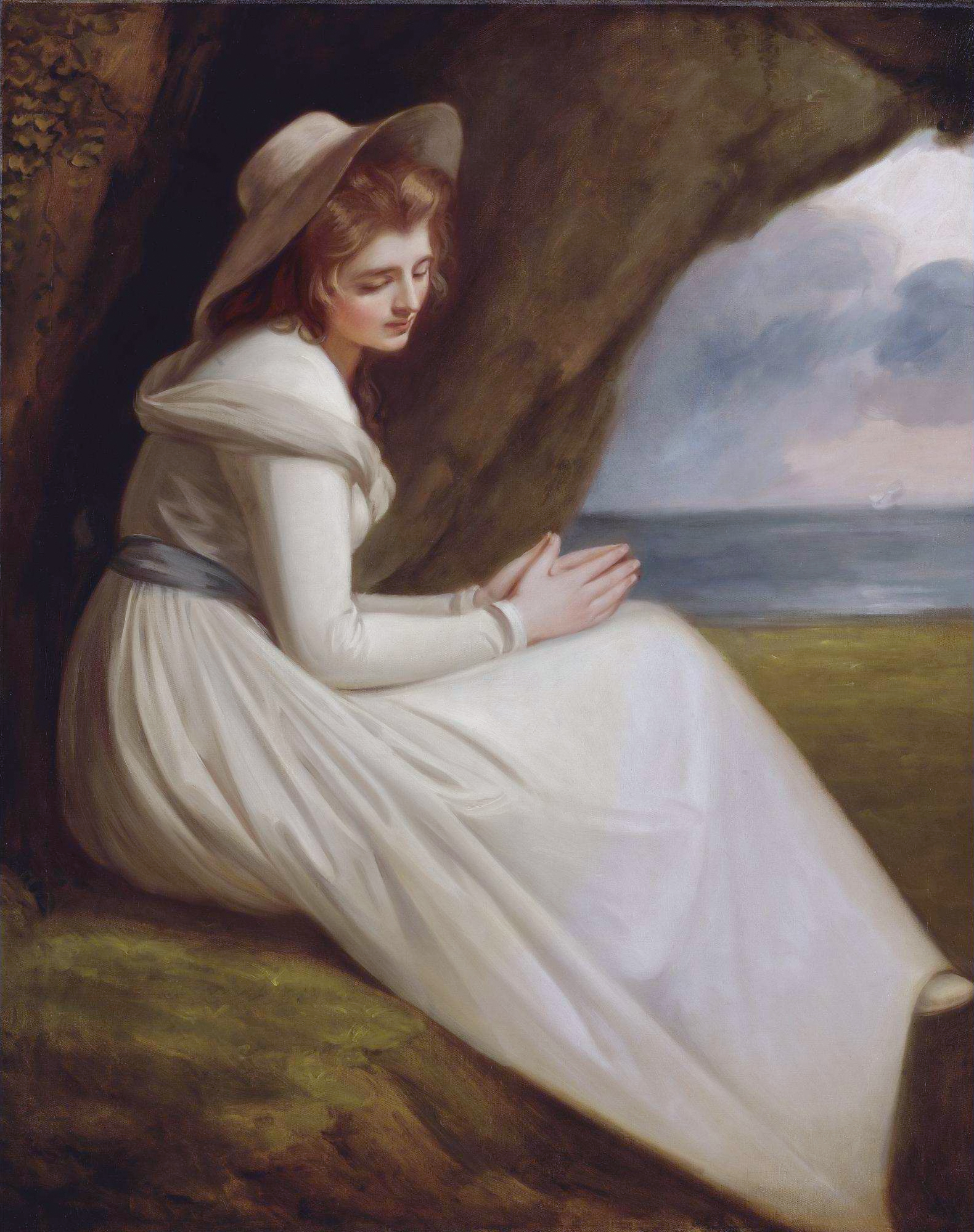
Emma Hart as Ariadne, 1785
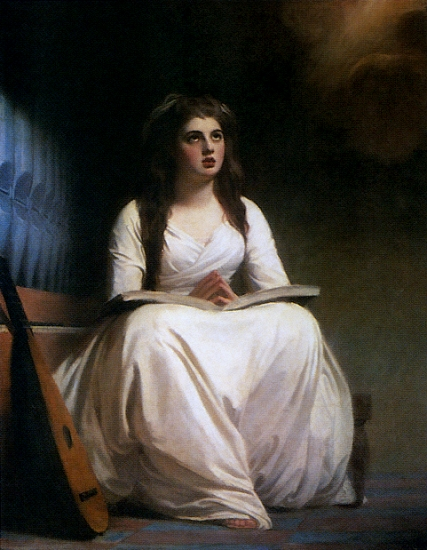
Lady Hamilton as St Cecilia, 1785
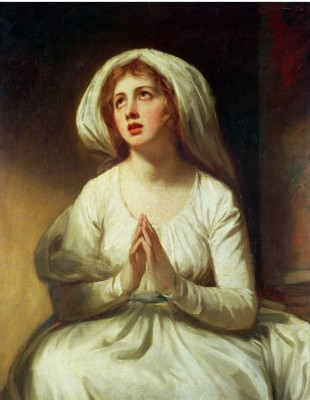
Lady Hamilton praying, 1782-86
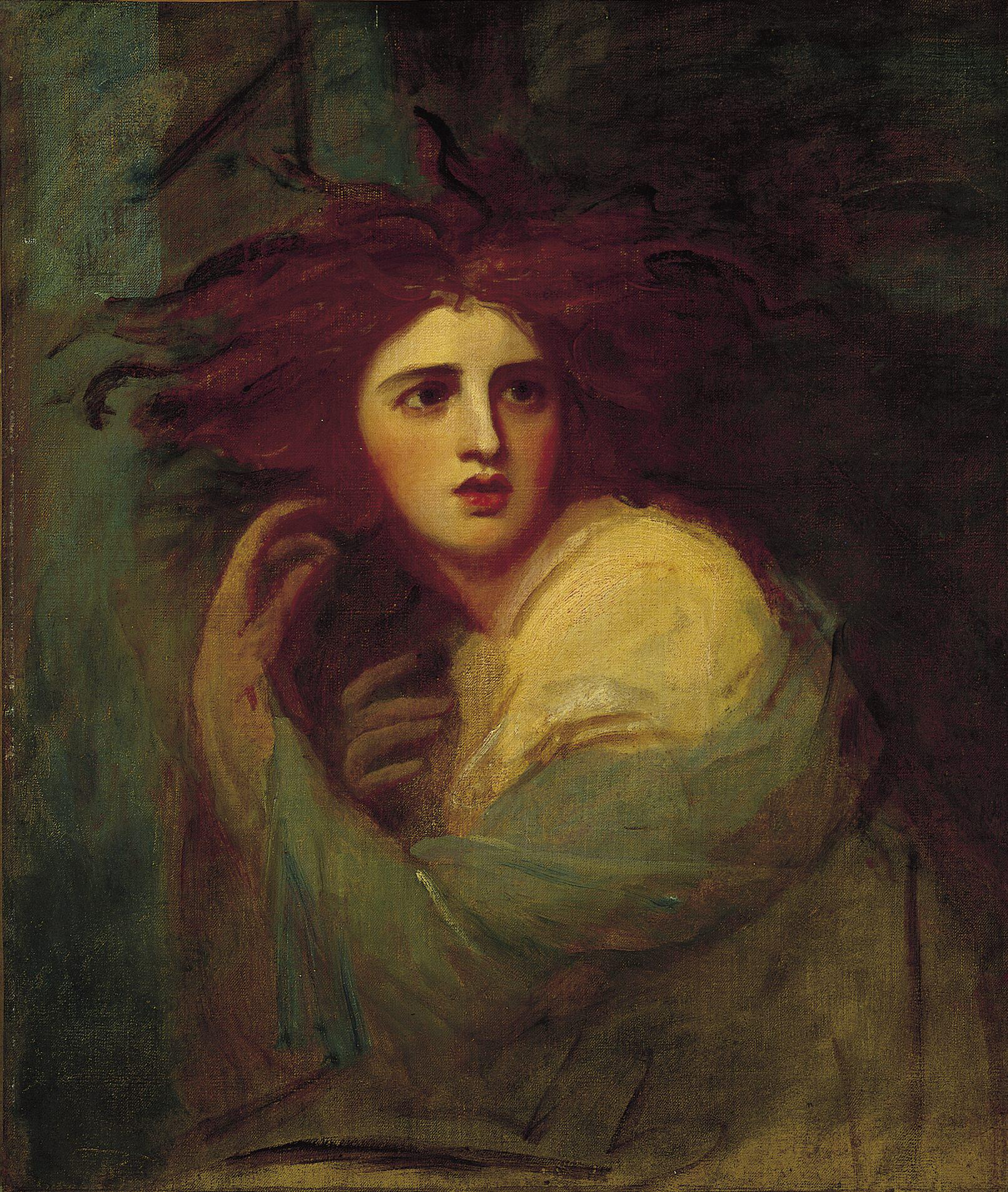
Lady Hamilton As "Medea", 1786
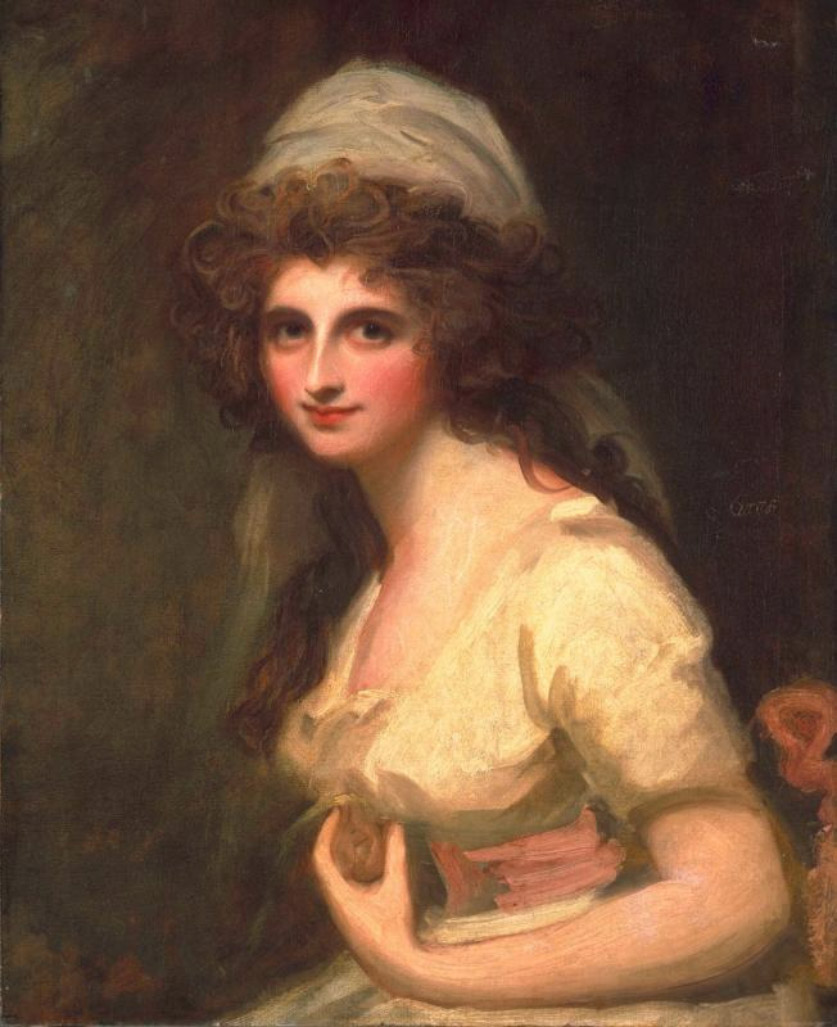
Emma Hart, later Lady Hamilton, in a White Turban, 1791
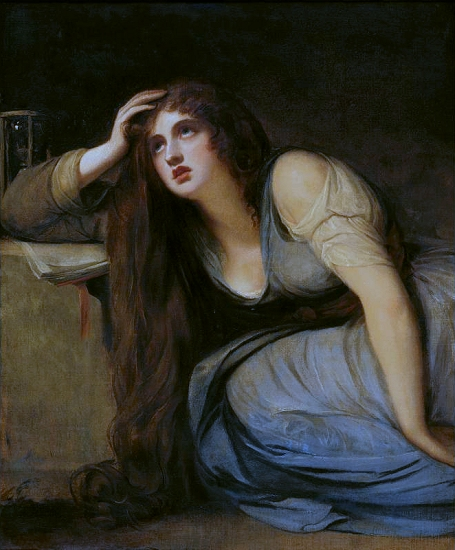
Lady Hamilton as The Magdalene, 1792

### その他の作品

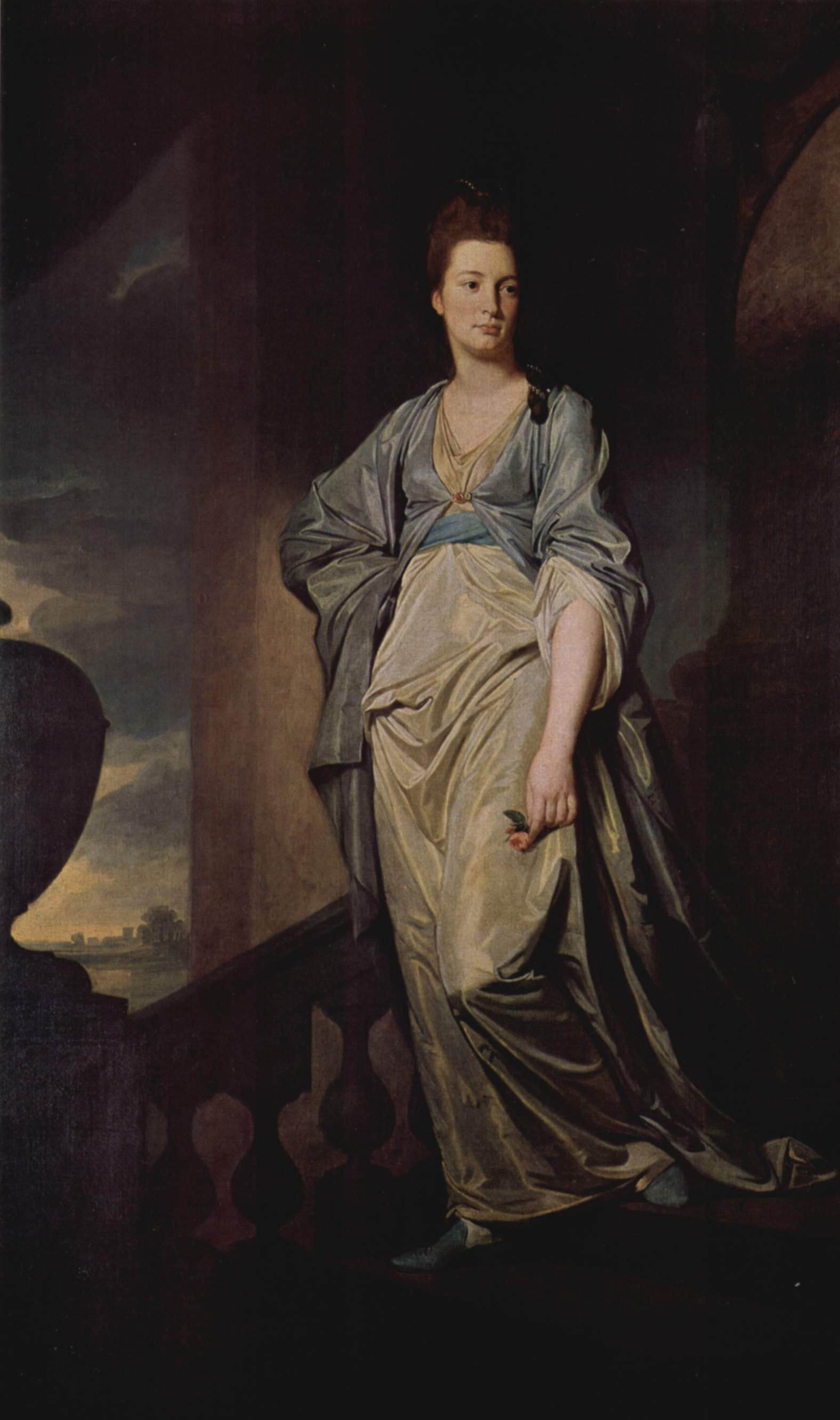
Portrait of Mrs. Verelst, 1773
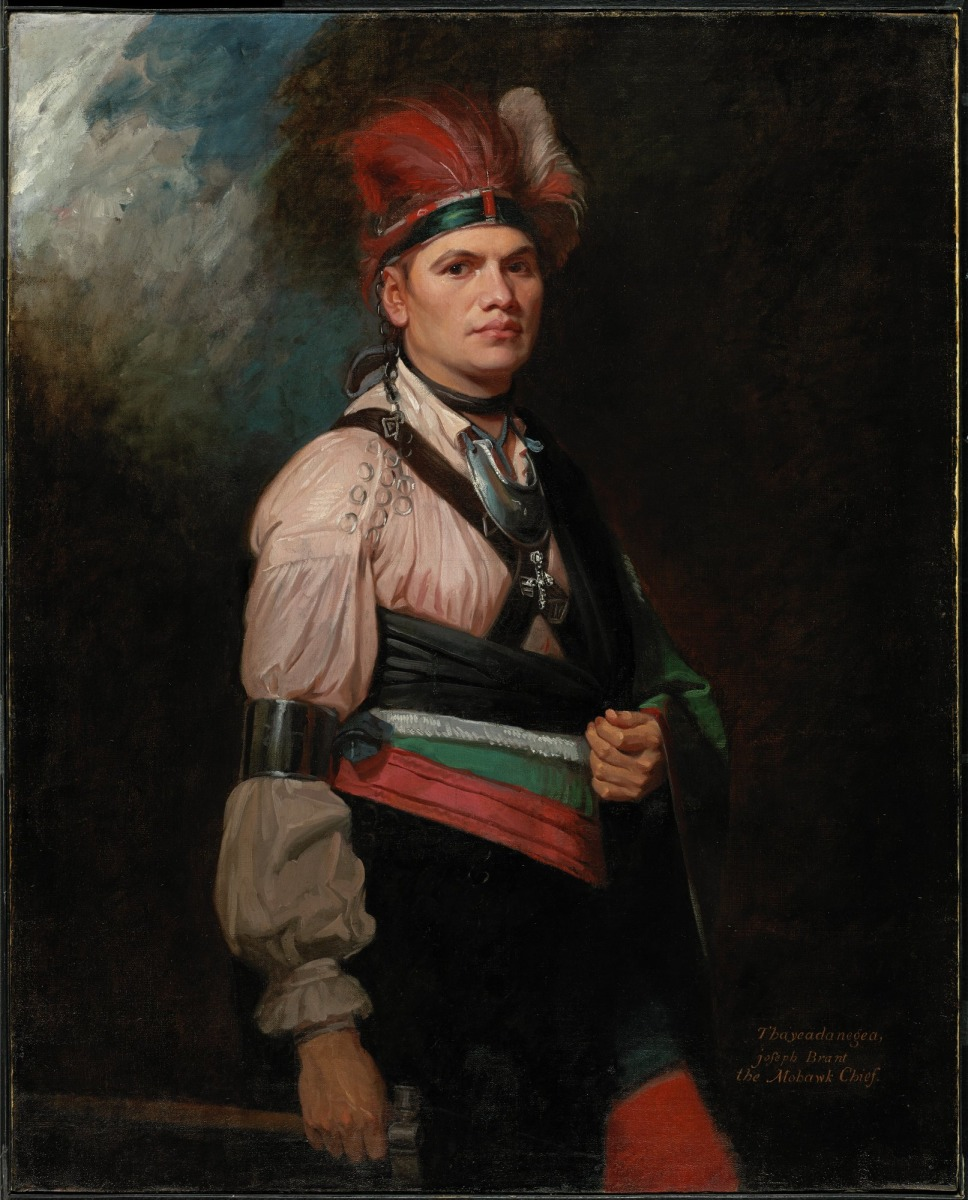
Portrait of Joseph Brant, 1776
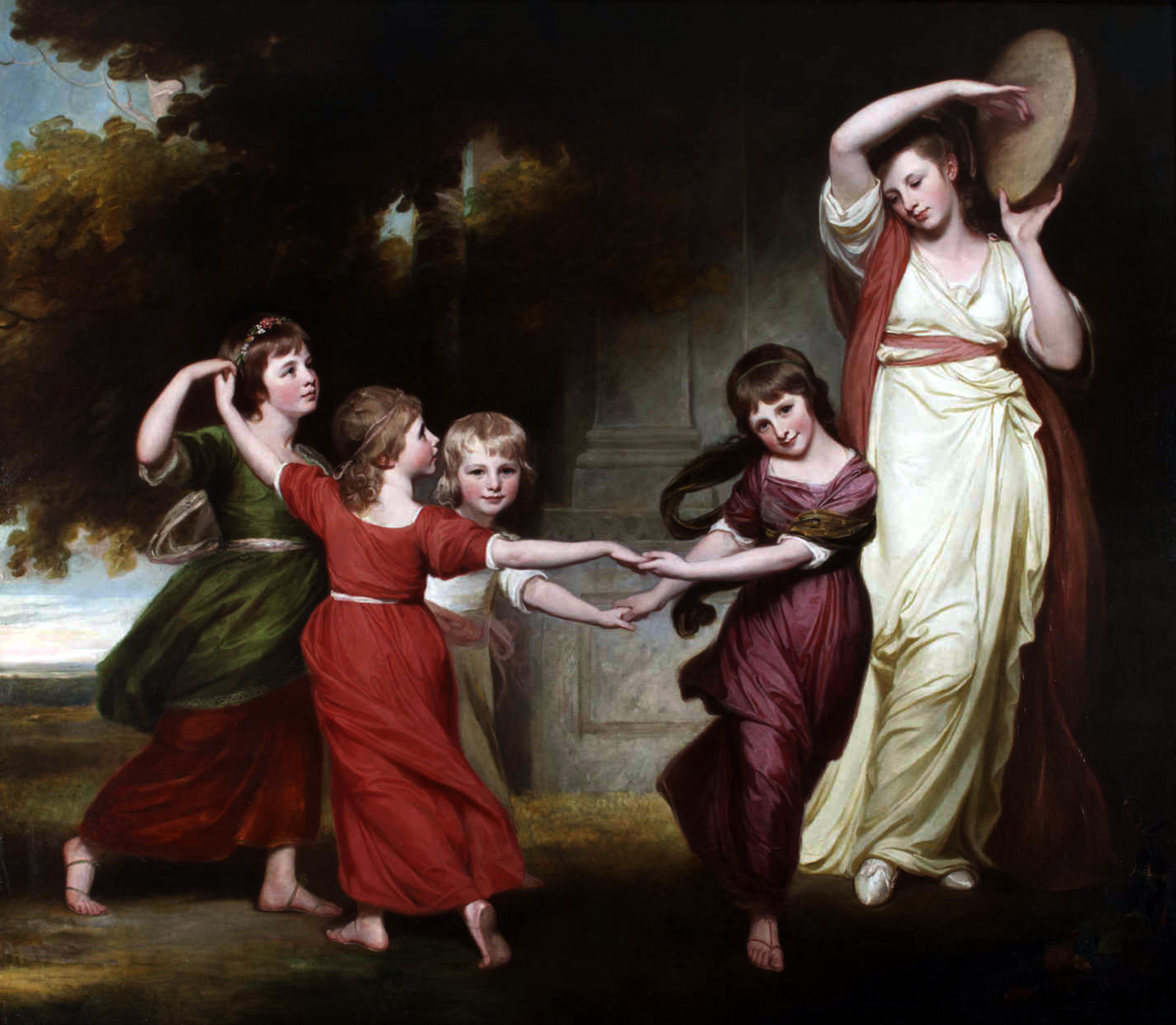
The Grower family, 1776-77
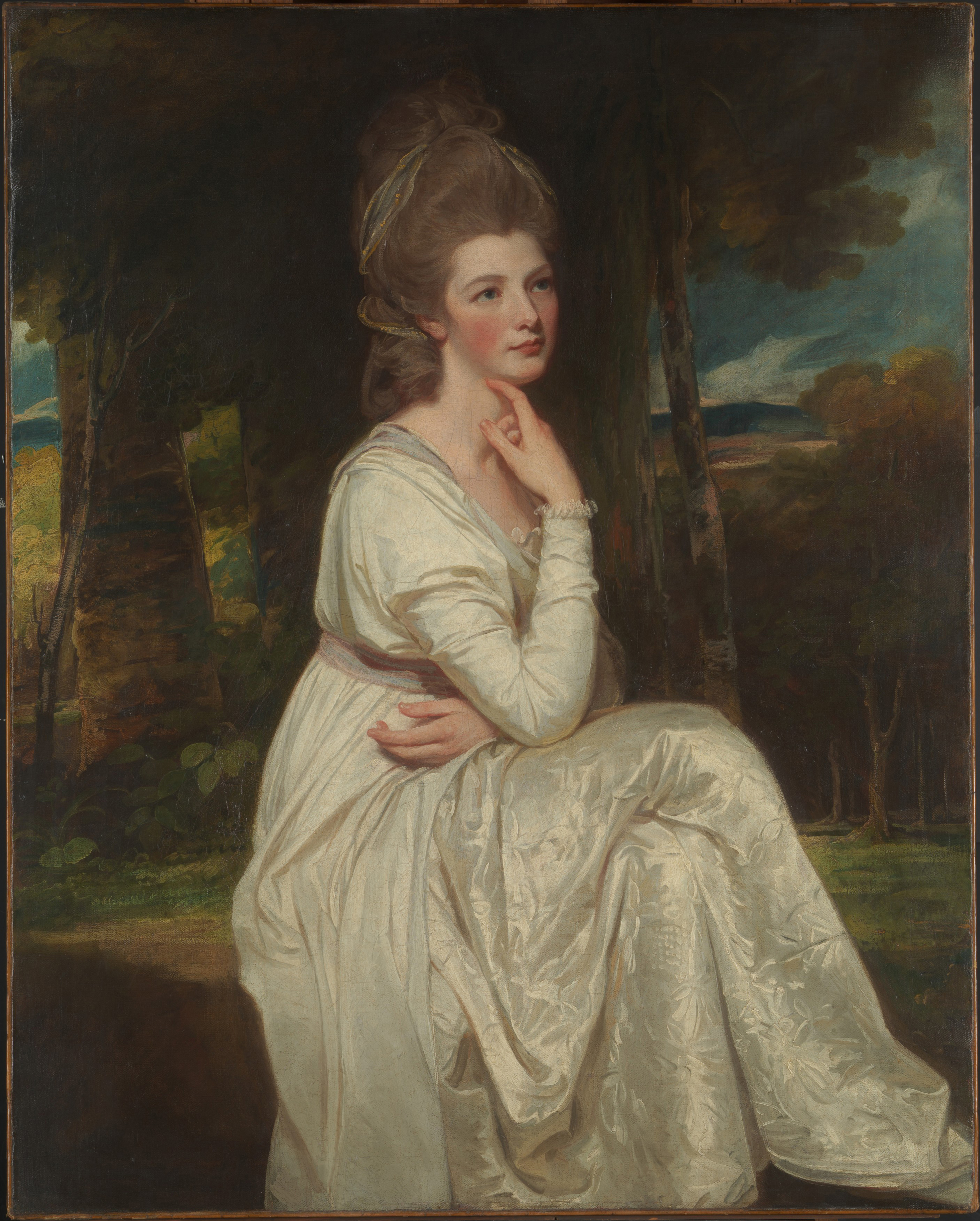
Lady Elizabeth Hamilton, Countess of Derby, 1776-78
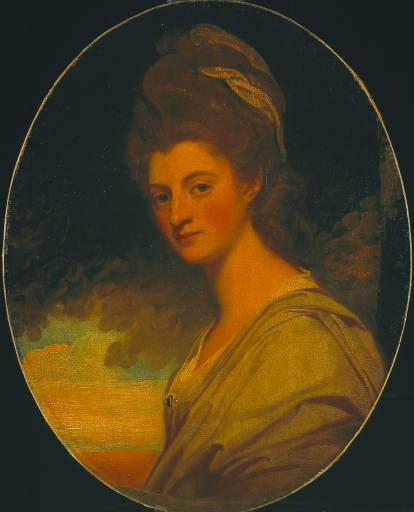
Portrait of  travel writer, 1778
Jane Maxwell with her son, George Duncan, 1778
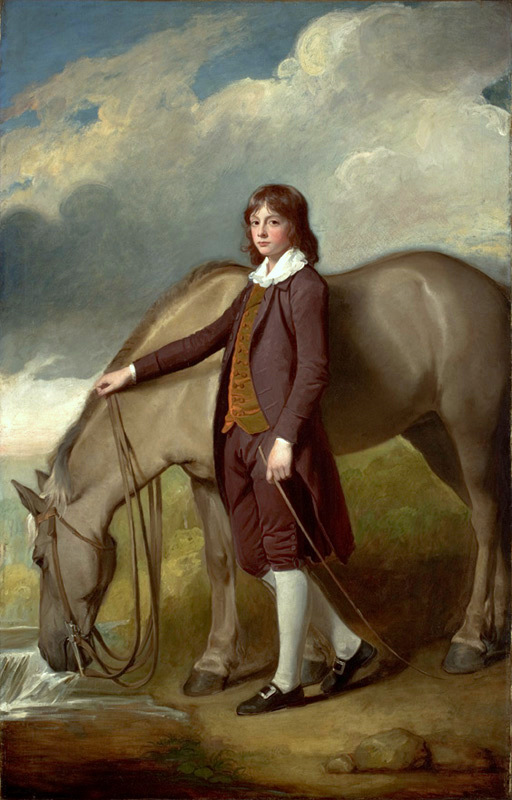
John Walter (or Wharton) Tempest, with a Horse, 1779-80
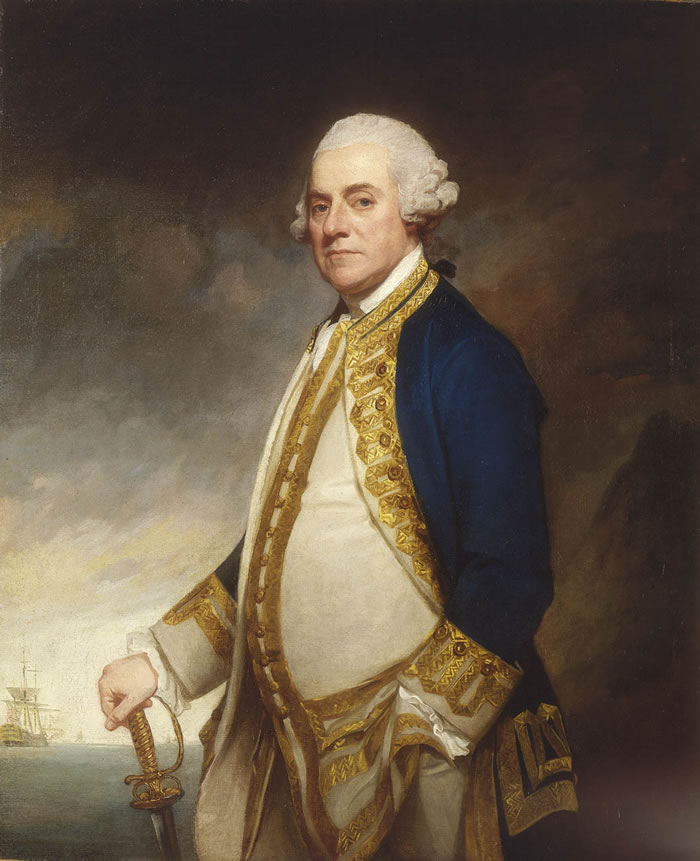
Admiral Sir Charles Hardy, 1780
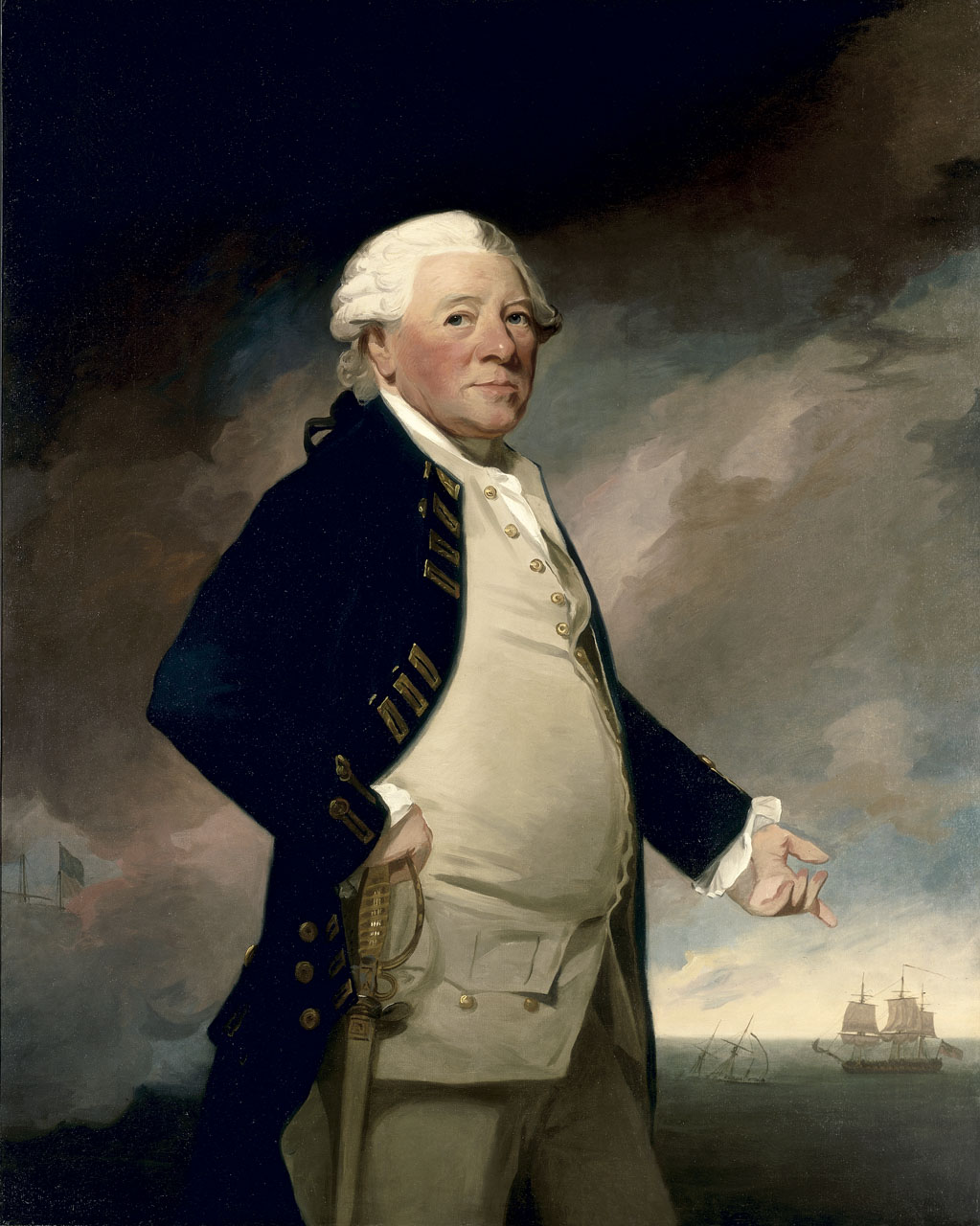
Vice-Admiral Sir Sir Hyde Parker, 5th Baronet, 1782
Portrait of Miss Willoughby, 1781-83
Miss Constable, 1787